# AN/SPY-3

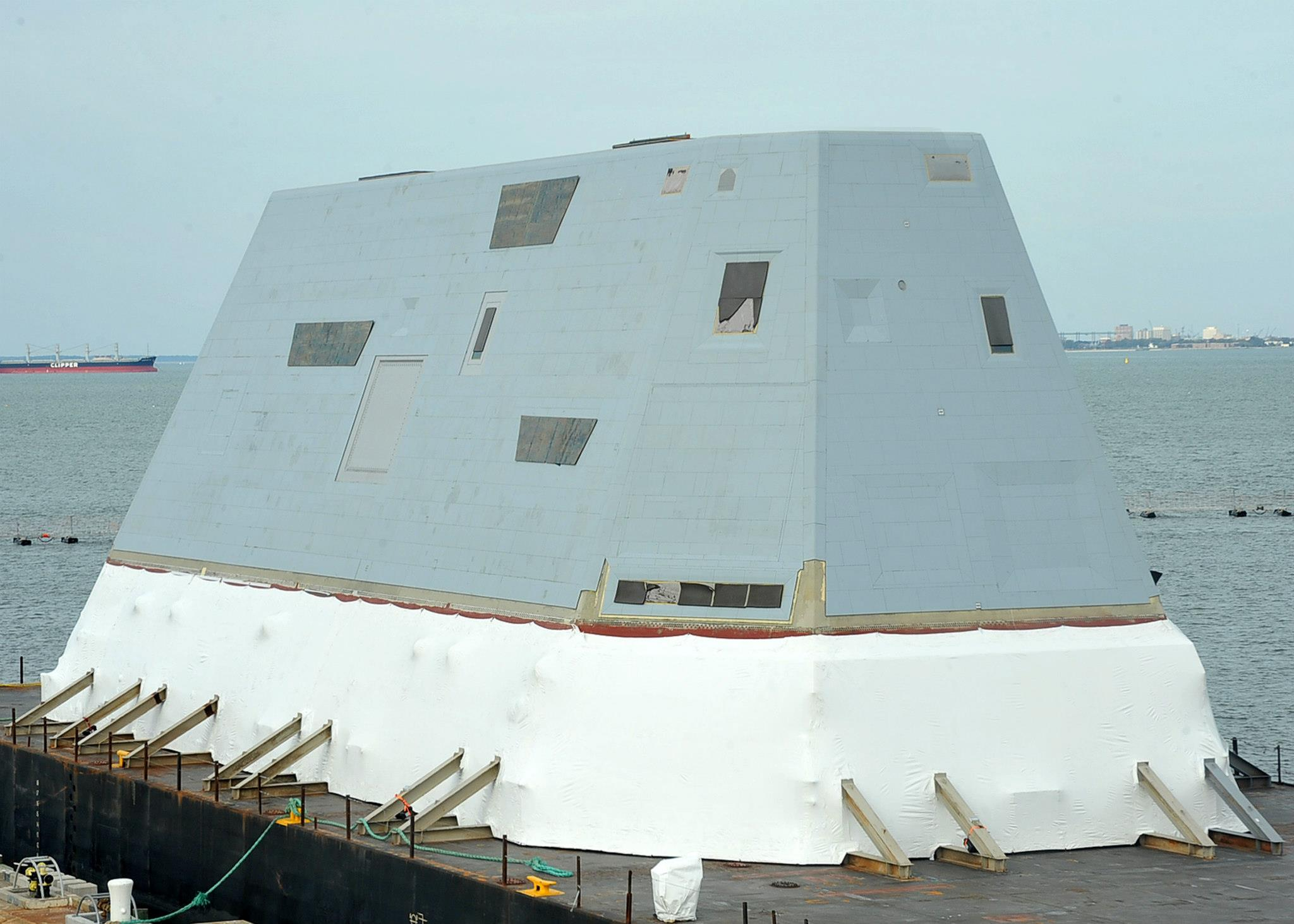
줌월트급 구축함에 탑재된 AN/SPY-3 레이더. 줌월트급 구축함의 눈이 될 것이다.(검은색 창문같이 생긴 것.)

AN/SPY-3는 미국의 해상 레이더의 일종이다. 미국의 레이시온사가 개발한 능동주사식 위상 배열 레이더로, 320km의 거리를 탐지하는 첨단 레이더다. 구축함, 항공모함 따위에 여러 면에 탑재되어 동시에 감시한다.

## AN/SPY-1과의 차이점
둘 다 위상배열 레이다라는 공통점이 있으나 AN/SPY-1은 PESA 레이다지만 AN/SPY-3은 AESA 레이다라는 차이가 있다. 그리고 AN/SPY-1은 S 밴드 장거리 탐색 레이다로, 먼거리를 탐지할 수 있는 장점을 갖고 있어서 ICBM 같은 탄도 미사일 발사체를 탐지하는 것이 주 임무다. 반면 AN/SPY-3는 X 밴드 단거리 정밀 탐색 레이다여서 짧은 거리의 목표물을 정밀하게 탐지할 수 있다. X 밴드는 S 밴드보다 비교적 탐지거리가 짧지만, 정밀한 해상도를 갖고 있어서 전투기 혹은 순항미사일 같은 작아서 탐지하기 까다로운 물체를 자세히 탐색할 수 있다는 장점이 있다.

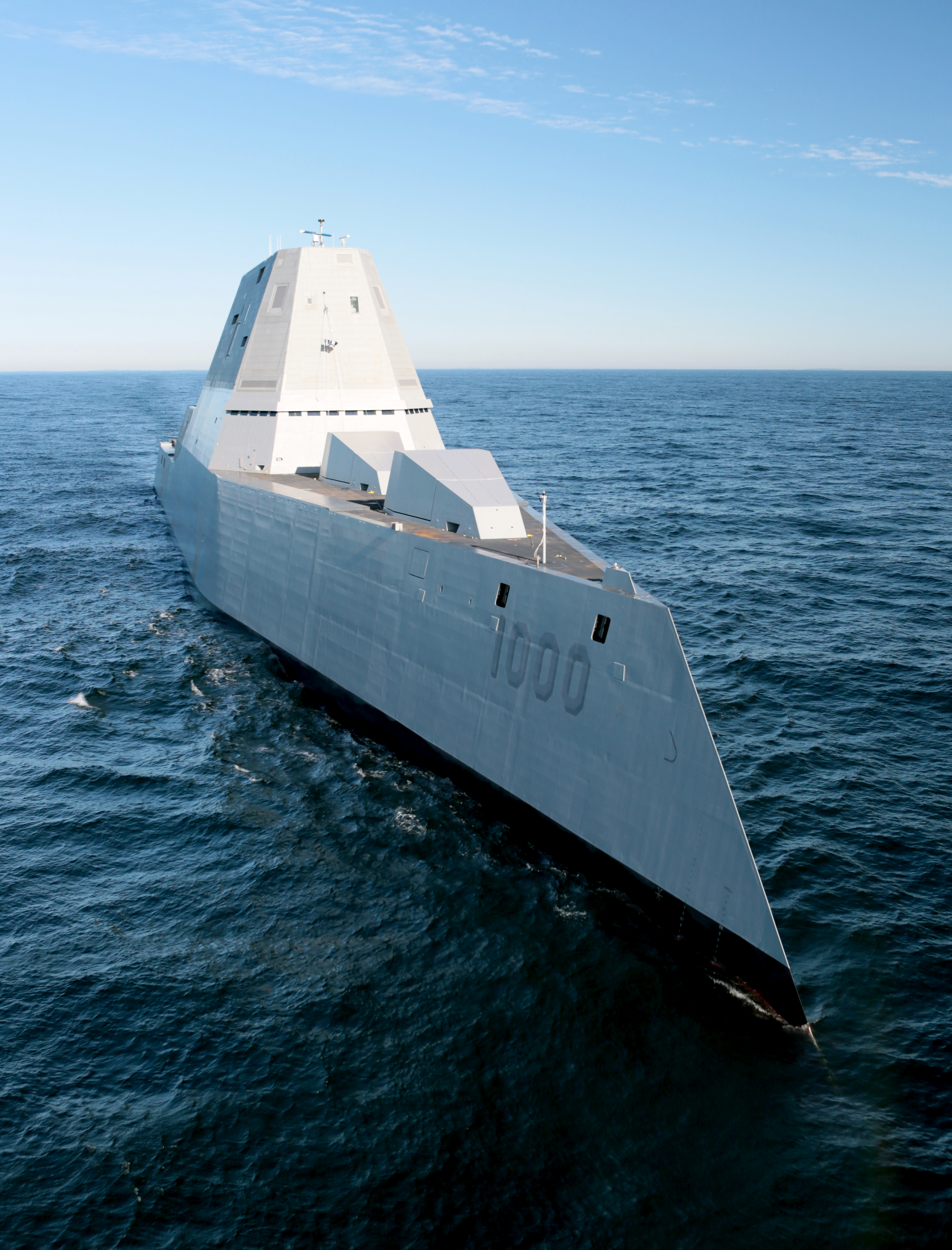
줌월트급 구축함의 항해.

## 스펙

### 레이다 성능
- 제작국가:  미국
- 탐지거리: 320km
- 동시추적 표적: 500~600개
- 주파수 대역: 8 to 12 GHz
- 밴드 종류: X 밴드
- 탑재함: 줌월트급 구축함, 제럴드 R. 포드급 항공모함

### 레이다 탐지거리
- 전투기 목표물 탐지거리: 300Km 이상
- 미사일 목표물 탐지거리: 200Km 이상

## 보유국
- 미국

## 같이 보기
- AN/SPY-1
- SAMPSON
- FCS-3
- SMART-L